# 田中光四郎
田中光四郎（／ Tanaka Koshiro，1940年—），出生于福冈县田川市。日本古武术家，武术流派日子流的创始人。
田中光四郎毕业于神奈川大学法律专业。他4岁开始接触柔道，从12岁开始学习空手道。在45岁时为了让自己拥有能面对死亡的觉悟，在1985年2月进入阿富汗参加了当地的反苏联游击队，并教授当地的游击队员空手道等日本武术。在战争中田中光四郎学会了熟练的使用枪械、火炮、手榴弹等武器，例如AK-47步枪以及RPG-7火箭炮。以至于后来媒体将他称为“日本兰博”以及“阿富汗武士”。目前，他担任日本自由阿富汗协会执行主任以及国际难民救济委员会秘书长，田中返回日本后，在1991年继承了不二流体术第二代宗家的名号至2007年。在2008年，田中光四郎创建了自己的流派日子流。其中包括日子流小太刀、日子流防身术以及日子流体术等综合武术。